# Kuczyniwka
Kuczyniwka (ukr. Кучинівка) – wieś na Ukrainie, w obwodzie czernihowskim, w rejonie koriukowskim, w hromadzie Snowśk. W 2001 liczyła 1626 mieszkańców.